# علی ترهونی
علی ترهونی (انگلیسی: Ali Tarhouni؛ زادهٔ ۱۹۵۱ (۷۳–۷۴ سال)) یک اقتصاددان و سیاست‌مدار اهل لیبی است.